# Криж (вексилологія)

Поле з чорним маркуванням — традиційне місцерозташування крижа

Криж або канто́н (від фр. canton — «ділянка, частина», первісно — «кут») — це кутова частина полотнища прапора.
Зазвичай криж за своїми розмірами не перевищує половини ширини та половини довжини полотнища.
Найчастіше криж розміщується у верхній чверті полотнища прапора, у верхньому куті біля древкового краю.
Криж може також бути розташований у нижній чверті полотнища біля краю древка, а також у верхній і нижній чвертях полотнища біля вільного (протилежного древковому) його краю.
Зазвичай в описах прапорів вказують ширини та довжину крижа відносно до ширини та довжини всього прапора.
У крижі часто розміщені зображення, що мають додатковий характер щодо основного рисунку прапора: написи, девізи, різноманітні емблеми. Криж вважають почесною частиною прапора.
Поле крижа може як відрізнятися за кольором від основної частини полотнища, так і збігатися з ним за кольором (у цьому разі криж часто відокремлюють смугами контрастного кольору).
У європейській вексилологічній традиції крижем позначають часто тільки верхню частину полотнища прапора біля древка.

## Походження назви
Термін походить від давньоруського слова криж (через польське пол. krzyż) — хрест. Це пов'язано з тим, що в середньовічній Русі значна частина прапорів (стрілецькі, корабельні тощо) мала рисунок на основі прямого симетричного хреста. Відтинуті хрестом чверті поля зазвичай мали різне забарвлення (попарне); водночас верхня чверть у древка традиційно використовувалася для нанесення додаткових зображень і кріплення додаткових атрибутів. Звідси пішов вираз «у крижі».

## Розміщення крижа

### Верхній криж
Найчастішим місцем розміщення крижа є верхня чверть полотнища, у верхньому куті прапора біля древкового краю.
Прикладами цього є низка українських обласних, військових і відомчих прапорів; прапор Сполучених Штатів Америки, прапор СРСР, прапор УСРР (1929—1937); прапори Нової Зеландії, Малайзії, Тайваню та прапори інших держав, територій, організацій та об'єднань:

Прапор Сполучених Штатів Америки
Прапор Малайзії
Прапор Уругваю
Прапор Нової Зеландії
Прапор СРСР
Прапор Української СРР (1929—1937)
Прапор Республіки Китай (Тайвань)
Прапор есперанто
Прапор Волинської області
Прапор Закарпатської області
Прапор Чернігівської області
Прапор кримських татар

### Нижній криж
Значно рідше, ніж верхній криж біля верхнього древкового кута трапляється нижній криж біля нижнього древкового кута. Колір цього крижа найчастіше збігається з кольором основної частини полотнища, і в ньому розміщуються контрастні за кольором фігури, як, наприклад, біла семикінцева зоря на прапорі Австралії:

Прапор Австралії

### Верхній криж у вільному краю
Ще більш рідкісне місце розташування крижа. На прапорі Руанди в цьому місці зображено жовте сонце з променями:

Прапор Руанди

### Нижній криж у вільному краю
Дещо частіше, аніж у верхньому вільному куті, криж розміщується у нижньому вільному куті, як, наприклад, на прапорі Замбії:

Прапор Замбії

## «Прапор у прапорі»

### Державні прапори
Нерідко трапляються випадки, коли в крижі на прапорі однієї країни розташоване зображення прапора іншої держави. Зазвичай це підкреслює історичні зв'язки між цими країнами чи вказує на підпорядкованість однієї країни іншій. Найчастіше кантон зустрічається на прапорах колишніх британських колоній і заморських територій.

Прапор Оранжевої Республіки
Прапор Бермудських Островів
Прапор Автономної Республіки Того в складі Французького Союзу (1957—1958)
Прапор Французького Індокитаю

### Службові прапори
Зображення державного (національного) чи військового (військово-морського) прапора часто використовується на прапорах посадових осіб або відомств. Зазвичай у крижі на відомчих прапорах розміщують зменшений державний прапор.

Військово-морський прапор України
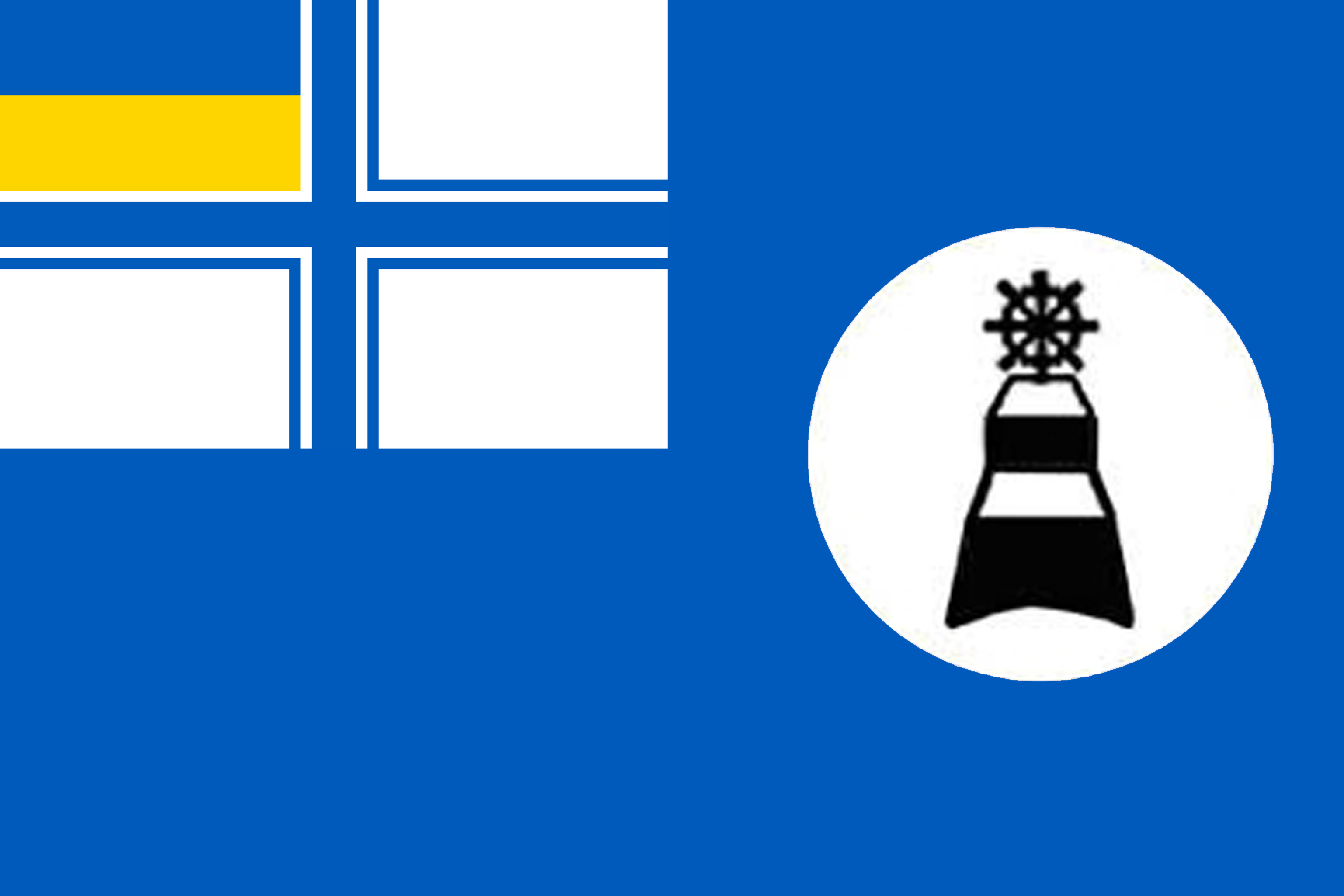
Прапор гідрографічних суден Військово-морських сил України
Морський прапор Державної прикордонної служби України
Прапор Державної служби України з надзвичайних ситуацій